# Ken Anderson
Kenneth Anderson (* 6. března 1976) je americký profesionální wrestler a herec. Proslavil se svým působením ve WWE v letech 2005 až 2009, kde vystupoval pod přezdívkou Mr. Kennedy. V letech 2010 až 2016 zápasil v Total Nonstop Action Wrestling pod jménem Mr. Anderson. Po odchodu z wrestlingu začal pracovat jako hlasatel.

## Kariéra
Než podepsal smlouvu s World Wrestling Entertainment (WWE) a byl přidělen do talentového střediska Ohio Valley Wrestling, budoval svou kariéru na nezávislé scéně. V roce 2005 byl povýšen do hlavní soupisky. Rok po svém debutu získal titul WWE United States Championship, který držel 42 dní. Na WrestleManii 23 vyhrál v roce 2007 kufřík Money in the Bank s nárokem na titul světového šampiona. Kvůli dlouhodobému zranění musel kufřík přenechat Edgeovi. Ve společnosti zůstal až do roku 2009.
V roce 2010 podepsal smlouvu s organizací Total Nonstop Action Wrestling (TNA, nyní Impact Wrestling), kde vystupoval pod jmény Mr. Anderson a Ken Anderson. V roce 2011 dvakrát získal titul TNA World Heavyweight Championship. Po ztrátě titulu podobný úspěch nezaznamenal a v roce 2016 z organizace odešel. V roce 2019 se vrátil k profesionálnímu wrestlingu a pracoval pro National Wrestling Alliance (NWA).
Ve roce 2016 otevřel v Minneapolis svojí vlastní wrestlingovou akademii. V ní mu vypomáhala například Nora Greenwaldová.

## Osobní život
V lednu 2008 se oženil s přítelkyní Shawn Trebnick. V roce 2014 se jim narodila dvojčata Prescott Liberty a Pearce Remington. Několik let poté se rozvedli. V roce 2018 se oženil se svou současnou manželkou Anastasií.
V srpnu 2007 se přiznal k užívání steroidů. Uvedl, že je bral kolem roku 2005, kvůli svým svalovým zraněním.

## Filmografie
- Behind Enemy Lines: Colombia (2009)
- Dogs Lie (2011)

## Úspěchy a ocenění
- All-Star Championship Wrestling/ACW Wisconsin
  - ACW Heavyweight Championship (4x)
  - ACW Tag Team Championship (3x)
  - ACW Television Championship (1x)
  - ACW Hall of Fame (2009)
- Maine Premier Wrestling
  - MPW Heavyweight Champion (1x)
- Big League Wrestling
  - BLW World Heavyweight Championship (1x)
  - BLW Tag Team Championship (1x)
- Championship Of Wrestling
  - cOw/WPWI United Championship (1x)
- Fortitude Wrestling Entertainment
  - FWE Heavyweight Championship (1x)
- Great Lakes Championship Wrestling
  - GLCW Heavyweight Championship (1x)
- Heavy on Wrestling
  - HoW Undisputed Championship (1x)
- Mid American Wrestling
  - MAW Heavyweight Championship (1x)
- NWA Midwest
  - NWA Midwest Heavyweight Championship (1x)
- Nu-Wrestling Evolution/New Wrestling Entertainment
  - NWE World Heavyweight Championship (1x)
- Pro Wrestling Illustrated
  - Ranked No. 7 of the top 500 singles wrestlers of the year in the PWI 500 in 2011
- Pro Wrestling Pride
  - PWP Heavyweight Championship (1x)
- River City Championship Wrestling
  - RCCW Heavyweight Championship (1x)
- RUGGED Pro Wrestling
  - Rugged Pro Heritage Championship (1x)
- Total Nonstop Action Wrestling
  - TNA World Heavyweight Championship (2x)
- Ultimate Pro Championship Wrestling
  - UPCW Tag Team Championship (1x)
- UPW Pro Wrestling
  - UPW Heavyweight Championship (1x)
- World Association of Wrestling
  - WAW World Heavyweight Championship (1x)
- World Wrestling Entertainment
  - WWE United States Championship (1x)
  - Money in the Bank (2007)
- Wrestling Observer Newsletter
  - Best Gimmick (2005)
  - Worst Gimmick (2013)
- Xtreme Intense Championship Wrestling
  - XICW Tag Team Championship (1x)